# Ferdinandea
Ferdinandea (italsky Isola Ferdinandea, též zvaný Graham Island) byl malý vulkanický ostrov ve Středozemním moři, který existoval po dobu asi pěti měsíců v roce 1831. Nacházel se mezi ostrovem Pantelleria a jihozápadním pobřežím Sicílie v oblasti podmořských sopek Campi Flegrei del Mar di Sicilia.

## Historie

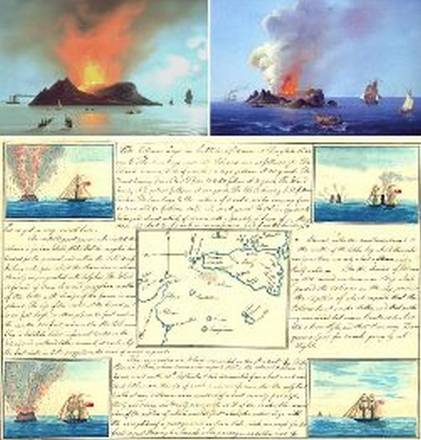
Popis ostrova v deníku francouzského geologa Louise Constanta Prévosta z roku 1831

Ostrov se během historie v těchto místech objevil a zase zmizel několikrát, poprvé je zmiňován za První punské války.
Naposled se zde utvořil po sérii erupcí, k nimž došlo v červnu a červenci 1831. Zprávu o nové souši podal 1. srpna 1831  britský kapitán Humphrey Fleming Senhouse. Ostrov měl rozlohu okolo čtyř čtverečních kilometrů a maximální výšku 65 metrů.
Přilehlé Království obojí Sicílie prohlásilo nový ostrov za svoje území a nazvalo jej podle krále Ferdinanda II. Nárok však vznesla také Velká Británie, která ostrov pojmenovala Graham Island (podle tehdejšího ministra námořnictva Jamese Grahama), a Francie pod názvem Île Julia (Červencový ostrov).

Ostrov byl tvořen tefritem, který nemohl odolat mořským vlnám. Vlivem eroze se rychle obrušoval a zmenšoval a 8. prosince 1831 byl oznámen jeho zánik. Nakrátko se pak vynořil ještě po erupcích roku 1863. Jeho pozůstatkem je podmořská plošina Graham Bank, dosahující asi sedm metrů pod hladinu Středozemního moře.

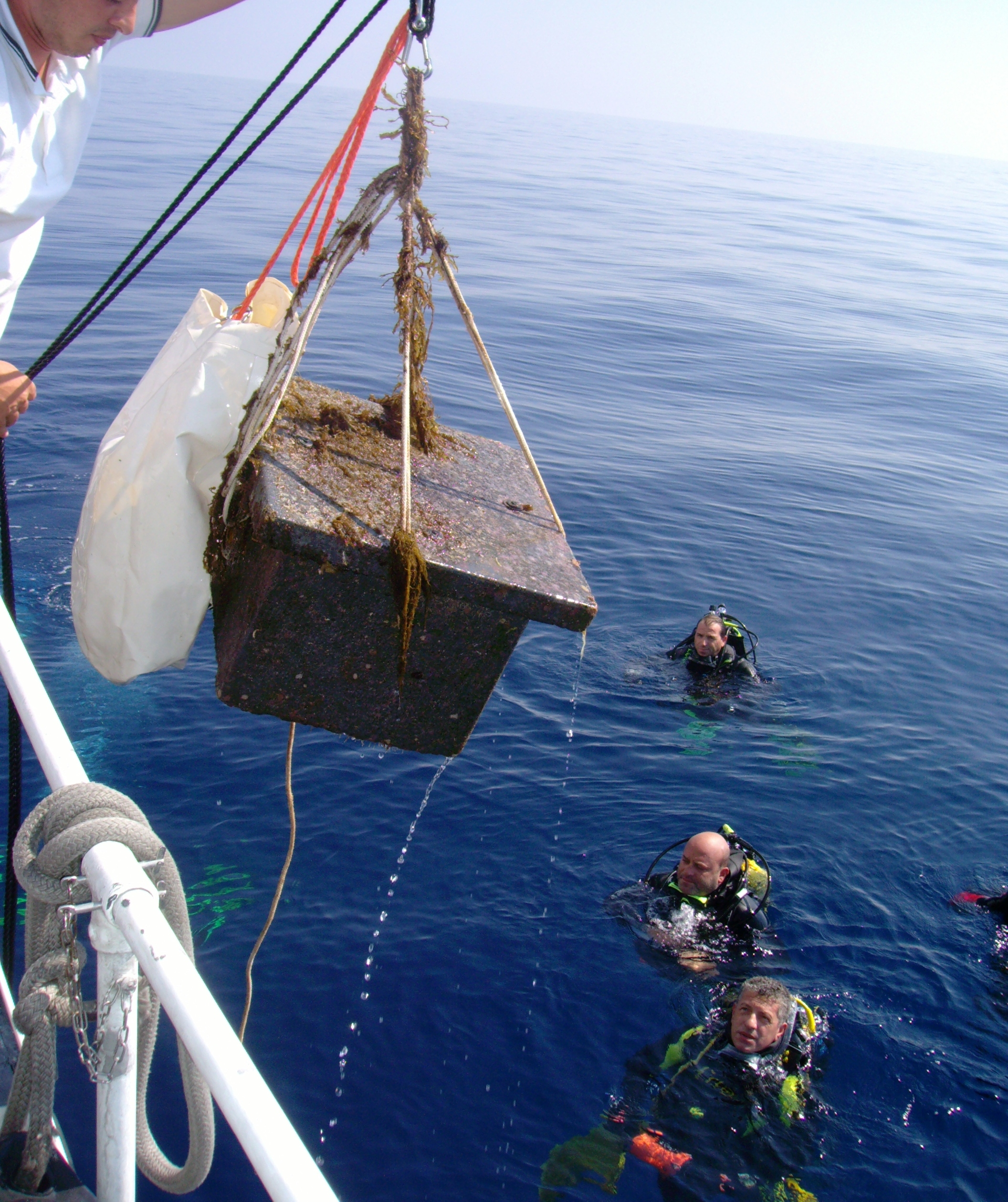
Vyzvednutí schránky se seismografem, který byl v letech 2006/2007 umístěn na pozůstatcích ostrova Ferdinandea

Při amerických náletech na Libyi v dubnu 1986 jeden pilot svrhl bombu na podmořskou horu v místě Ferdinandey, protože ji považoval za nepřátelskou ponorku.

## Odraz v literatuře
Jules Verne se o efemérním ostrově zmínil v knize Neobyčejná dobrodružství mistra Antifera.